# Liste des épisodes de Samurai Deeper Kyo

Cet article est un complément de l'article sur le manga Samurai Deeper Kyo. Il contient la liste des épisodes de l'adaptation en anime diffusée entre juillet et décembre 2002 au Japon.

## Personnages
Tous les personnages principaux du début du manga sont visibles dans l'anime. En revanche un nouveau personnage fait son apparition, il se nomme Miguera et est porteur d'une cinquième arme muramasa, une arme à feu qui suit le prolongement de son bras droit.

## Liste des épisodes
| No | Titre français                               | Titre japonais                     | Titre japonais                 | Date de 1re diffusion |
| No | Titre français                               | Kanji                              | Rōmaji                         | Date de 1re diffusion |
| --- | -------------------------------------------- | ---------------------------------- | ------------------------------ | --------------------- |
| 1 | Destinée de l'Armageddon                     | アルマゲドンの行方                 |                                | 1er juillet 2002      |
| En l'an 1600 de notre ère, durant la bataille de Sekigahara, deux combattants s'affrontent. Le premier se nomme Kyoshiro Mibu et le second Kyo aux yeux de démon. Leur duel est interrompu par un certain Yukimura Sanada suivi de peu par la chute d'une météorite. Quatre ans plus tard, un jeune pharmacien nommé Kyoshiro Mibu croise la route de la chasseuse de prime Yuya Shiina, qui le capture en utilisant ses charmes. Mais ils sont attaqués par un homme qui en veut à Kyoshiro. Le combat s'engage mais Kyoshiro ne se défend pas, jusqu'à ce qu'il change de comportement, ses yeux devenant rouges et sa voix devenant différente c'est alors que Yukimura, qui observait en silence le combat s'approcha, lui lança un long sabre et l'appela Kyo aux yeux de démon. |                                              |                                    |                                |                       |
| 2 | Un homme recherché mort ou vif               | 賞金首（デッド オア アライブ）の男 |                                | 8 juillet 2002        |
| L'homme qui les attaque s'appelle Jimon, c'était un combattant durant la bataille de Sekigahara, qui vit depuis ce jour avec l'espoir de battre Kyo qui lui avait fait peur pour la première fois de sa vie. Il était proche du point de chute la météorite et depuis ce jour est devenu un Kenyo. Malgré la force de ce dernier, Kyo, à l'aide du Tenrô, un des sabres que Muramasa a forgés, le terrasse. Il apprend par la suite à Yuya que Kyoshiro l'a enfermé dans son propre corps. Kyoshiro reprend le contrôle et s'inquiète pour Yuya mais Kyo ne l'a pas touchée. Malgré le danger que représente Kyo, Yuya reste avec Kyoshiro dans l'optique de toucher le million de ryo accordé pour la capture de Kyo. Sur le chemin ils arrivent dans un village caché. |                                              |                                    |                                |                       |
| 3 | L'illusion écarlate                          | 紅きミラージュ                     |                                | 15 juillet 2002       |
| Kyoshiro décide de fuir le village tandis que Yuya refuse tant que le trésor n'est pas sien. Deux membres des tricolores, Scorpion noir et Tigre rouge, leur barrent le chemin, et leur retraite est coupée par une partie des villageois manipulés par les tricolores. Kyoshiro faisant semblant d'être Kyo s'enfuit et Scorpion noir se transforme en Kenyo pour le combat. Mais Tigre rouge le tue aussitôt, soigne Kyoshiro et rentre au village. Peu après, Corbeau blanc et le chef des Tricolores, Kido Genma, arrivent au village pour tuer l'assassin aux mille victimes. Afin de réveiller Kyo, qui est encore endormi dans Kyoshiro, Izumo No Okuni lui parle de Sakuya. Ce simple nom lui permet d'apparaître et de se battre contre Corbeau blanc qui se transforme lui aussi en Kenyo. Ce dernier crée un monde parallèle ou il pensait contrôler et battre Kyo or celui-ci copie ses techniques et défait ainsi Corbeau blanc. Genma se transforme alors lui aussi mais est défait par Okuni et ses fils de combat. L'épisode s'achève sur une révélation, le gentil et inoffensif Kyoshiro est l'homme qui a vaincu Kyo. |                                              |                                    |                                |                       |
| 4 | Approche furtive d'un cauchemar              | 忍び寄るナイトメア                 |                                | 22 juillet 2002       |
| Okuni révèle à Kyo qu'"Il" est toujours en vie et qu'"Il" recherche le corps de Kyo sans préciser qui est ce "Il". Kyo comprend et se met en colère. Pendant ce temps, à Edo, un grand tournoi de samouraïs est organisé par le shogun Ieyasu Tokugawa et le gagnant se verra remettre en main propre par le shogun, le trésor des Tokugawa, la lance Hokurakushimon. Cette idée ne convient pas à Hanzo, le fidèle ninja d'Iga qui n'est pas d'accord avec cette idée car en ces temps troublés, il craint pour la vie de son maître et envoie ses troupes recueillir des informations sur les futurs participants. Afin de récupérer le trésor, Yukimura vient trouver Kyo et en échange de sa participation au tournoi, il lui révèlera où trouver la chose qu'il recherche tant. Plus tard dans la nuit, Yuya remercie Kyo pour ce qu'il fait pour elle. Ce comportement étrange éveille ses soupçons et il découvre qu'elle est manipulée par Mahiro, et cette dernière ordonne à Yuya de tirer sur lui ce qu'elle est obligée de faire. |                                              |                                    |                                |                       |
| 5 | Les Larmes d'un assassin                     | アサシンの涙                       |                                | 29 juillet 2002       |
| Le premier tir rate Kyo, qui arrête le second avec la garde de son sabre. Il libère alors Yuya de l'emprise de Mahiro qui en profite pour l'attaquer mais se faisant dominer, s'enfuit et retourne faire son rapport auprès de Genza, son supérieur chez les Tokugawa. Celui-ci lance alors une attaque avec sa garde personnelle de kenyos contre Tigre rouge, Yuya, Kyo et Yukimura, seuls ces deux derniers se battent et les anéantissent. Poursuivant leur chef, Kyo se fait attaquer par Mahiro dans une toile d'araignée géante mais au moment où celle-ci fonce sur Kyo, d'autres kenyos envoyés par Ganza explosent à leur proximité. Ganza en profite pour prendre sa forme de Kenyo et utilise sur Mahiro une technique pratiquée quelques années auparavant sur la sœur de celle-ci chez Muramasa. Mahiro avait en fait rejoint Ganza pour se venger de Kyo qu'elle croyait responsable de la mort de sa sœur alors qu'elle avait été tuée par son propre futur maître. Kyo, cette fois ci, réussit à battre son ennemi sans tuer Mahiro. Au réveil de cette dernière, Tigre rouge est à son chevet. Elle se met à genoux devant lui, et nous apprend que Tigre rouge n'est en fait qu'Hidetada Tokugawa, le fils hériter du shogun et il lui ordonne arrêter toute attaque contre Kyo et sa bande. |                                              |                                    |                                |                       |
| 6 | Duel dans la baie de Hibiya                  | ヒビヤ・ベイの決闘                 |                                | 5 août 2002           |
| Finalement Kyo accepte la proposition de Yukimura. En route Pour Edo, le petit groupe s'arrête lorsque le Tenrô commence à trembler suivi de peu de l'apparition de Miguera. Celui-ci lui annonce avant de partir qu'afin de préserver la paix il tuera Kyo. Quelques jours plus tard, le tournoi commence. Les qualifications se font avec des armes en bois et avec pour règle principale, l'interdit de tuer son adversaire. Kyo, las de la faiblesse des participants, demande qu'il soit attaqué par eux tous en même temps et les envoie au tapis sans problème. Tigre rouge parvient lui aussi au tour suivant et peut enfin assouvir son rêve : combattre Kyo en duel. |                                              |                                    |                                |                       |
| 7 | Bataille royale de l'ère KEICHO              | 慶長バトルロイヤル                 |                                | 12 août 2002          |
| Le duel Kyo – Tigre rouge commence. Ce dernier utilise sa technique spéciale de clones mais Kyo réussit à différencier le vrai et en profite pour contre-attaquer en lui faisant un « mirage rouge » mais Tigre rouge arrive tout de même à en sortir en commettant une faute qui le disqualifie du tournoi. Vient le tour des demi-finales opposant Yukimura qui s'est déguisé en jeune femme puisque toujours officiellement considéré comme régicide, à son frère, Nobuyuki Sanada, portant un masque d'animal. Les règles ont changé et il y a maintenant possibilité de blesser et de tuer l'adversaire. Pendant le combat, les deux frères racontent les raisons pour lesquelles ils sont devenus frères ennemis et qu'ils ne peuvent plus faire autre chose que de s'entretuer. |                                              |                                    |                                |                       |
| 8 | Les pleurs d'une lance démoniaque            | デモンスピア哭く                   |                                | 19 août 2002          |
| Le combat fratricide continue, Yukimura bien que techniquement dépassé profitera d'une erreur de son frère pour le blesser mais avant la fin du combat, les hommes de Ieyasu interviennent et armés de mousquets ils encerclent l'arène de combat les mettant en joue. Le shogun ne voulait pas de vainqueur mais juste rassembler tous les criminels afin de les éliminer tous en même temps mais Kyo et Miguera avaient deviné le plan et les ont massacrés avant qu'ils ne puissent se transformer en Kenyo. La recherche de la lance muramasa conduit le groupe dans les souterrains du château du shogun, Miguera montre ce qu'il cachait depuis le début sous son manteau. Son muramasa Hajyao. Grâce à lui il parvient à ouvrir les scellés de la lance maléfique. Santera manipulait en fait Ieyasu depuis quelque temps afin de voler le trésor pour le compte de ce fameux « Il ». Elle le transformait peu à peu en Kenyo mais gardant toute sa puissance et sa force, le seul moyen de le tuer est que Tigre rouge, maintenant découvert comme Hidetada le second fils du shogun, manipule la lance et tue son propre père. |                                              |                                    |                                |                       |
| 9 | L'aveugle au sourire                         | 微笑のブラインド                   |                                | 26 août 2002          |
| L'eau se déverse dans les sous-sols du château d'Edo. Ayant réussi à s'échapper, Kyo et Yukimura décident de régler leurs comptes, jouant avec leurs vies comme avec leurs sabres... Mais Miguera finit par s'interposer. Il cherche à rendre au monde son aspect d'origine, et propose une alliance entre les différents porteurs de Muramasa. Mais Kyo ne veut qu'une seule chose : tuer Kyoshiro et reprendre le titre du guerrier absolu. En entendant cela, Yukimura décide finalement de dévoiler le lieu où est enfermé le corps de Kyo. Alors qu'ils s'apprêtent à partir, Yuya fait la rencontre d'un jeune homme aveugle, un certain Akira... |                                              |                                    |                                |                       |
| 10 | Illusion de sang-froid                       | 冷血のイリュージョン               |                                | 2 septembre 2002      |
| Kyo, Yuya, Benitora et Okuni se dirigent vers l'océan d'arbres, à la recherche du corps de Kyo. Yuya reste préoccupée par ce que dit Akira... Le fait qu'il connaissait effectivement un homme portant une cicatrice en forme de croix dans le dos, mais aussi que Kyo le connaissait, plus que quiconque. Il lui faut suivre Kyo pour retrouver l'assassin de son frère. Dès leur arrivée à l'auberge, Kubira, l'un des douze généraux sacrés, lance une offensive contre Kyo, conformément aux souhaits de "La Personne". Au cours du combat, Yuya remarque la cicatrice qui couvre le dos de Kyo. Peut-être est-ce lui le meurtrier de son frère ? Ne l'appelle-t-on pas l'homme aux mille cadavres ? |                                              |                                    |                                |                       |
| 11 | Flash-back noir de jais                      | 漆黒のフラッシュ・バック           |                                | 9 septembre 2002      |
| L'école Shin-Kage-Ryu tire son nom des idéogrammes "divinité" et "ombre". Le maître de cette école décida de quitter le service des Tokugawa pour aller enseigner, quelque part au fond de la montagne. Il est dit que le secret de sa technique transcendait autrefois la force des Tokugawa. Benitora alla trouver ce maître, bien décidé à maîtriser ce secret. Mais le maître fut traîtreusement assassiné par l'un de ses propres disciples... Benitora, venu se recueillir devant sa tombe, tombe dans le piège que lui tendait Gihyo, son ancien frère d'armes. C'est lui le meurtrier de son maître et il semble désormais au service de "La Personne". Il se fait à présent appeler Mekira, l'un des douze généraux sacrés ! |                                              |                                    |                                |                       |
| 12 | Le garçon qui venait du fin fond de la forêt | ディープ・フォレストからきた少年   | Dīp Foresuto kara kita Shōnen  | 16 septembre 2002     |
| 13 | Des âmes qui se croisent                     | クロスする魂たち                   |                                | 23 septembre 2002     |
| 14 | La renaissance de Satan                      | サタン再び                         |                                | 30 septembre 2002     |
| 15 | Red Tiger                                    | 我が友 レッド＜紅虎＞タイガー      |                                | 7 octobre 2002        |
| 16 | Une victoire écrasante                       | 完璧なるビクトリー                 |                                | 14 octobre 2002       |
| 17 | Conversation de femmes                       | 少女たちのシークレット・トーク     | Shōjo-tachi no Shīkuretto Tōku | 21 octobre 2002       |
| 18 | Des démones en blouse blanche                | ナースな悪魔                       |                                | 28 octobre 2002       |
| 19 | L'acier et la foudre                         | サンダーボルト斬撃                 |                                | 4 novembre 2002       |
| 20 | Le zéro absolu                               | アブソリュートゼロの彼方へ         |                                | 11 novembre 2002      |
| 21 | La forteresse infernale                      | 地獄のミブ・キャッスル             |                                | 18 novembre 2002      |
| 22 | Les poupées impitoyables                     | 機械仕掛けのドールズ               |                                | 25 novembre 2002      |
| 23 | Le bûcher et l’ivresse                       | 灼熱のエクスタシー                 |                                | 2 décembre 2002       |
| 24 | Le réveil du dernier Muramasa                | ラストムラマサ覚醒                 |                                | 9 décembre 2002       |
| 25 | La danse des tachyons                        | タキオンを超える者                 |                                | 16 décembre 2002      |
| 26 | La ballade des samouraïs                     | SAMURAIはバラードをうたう          | SAMURAI wa Barādo o Utau       | 23 décembre 2002      |
| Kyo et Kyoshiro se synchronisent pour pouvoir battre Nobunaga qui a pris le corps de Kyo. Les cinq Muramasa se rassemblent pour ne plus former qu'une seule arme si puissante que cela entraîne une déchirure dans l'espace-temps. Le combat se tient alors sur la tour de Tōkyō dans notre ère. Ils battent Nobunaga et Kyo récupère son corps. Le groupe se réunit une dernière fois dans la maison de Muramasa avant de se séparer. Yukimura, Sasuke, Saizo et Makora partent pour Kudoyama pour préparer leur ascension au pouvoir. Luciole et Akira décident de voyager à travers le Japon ensemble. Tigre rouge est prêt à endosser son rôle de Shogun. Sakuya et Shinrei décident de rassembler les survivants des Mibu pour mener une existence paisible ensemble. Quand Yuya va voir Kyo et Kyoshiro elle découvre qu'ils sont partis se battre. Elle court les rejoindre mais Miguera l'arrête en demandant s'y elle aura le courage de choisir entre les deux. Yuya lui répond qu'elle est prête à aimer celui qui survivra le combat et de lui pardonner le meurtre de l'autre car pour elle perdre Kyo où Kyoshiro est tout aussi douloureux. Okuni ne peut qu'admirer tristement sa détermination et elle part aussi. Quand Yuya arrive sur le lieu du combat on voit un corps tomber et le survivant lui sourit mais on ne sait pas qui a gagné. La prochaine image se passe dix ans plus tard. Yukimura est en train de d'assiéger les Tokugawa et Tigre rouge décide d'aller se battre. Il demande à Mahiro de se mettre à l'abri et il entend la voix de Yuya en train de vendre des médicaments. Yukimura entend aussi cette voix. La dernière image est celle du couple heureux de Yuya et de Kyo ou Kyoshiro. Remarque: Muramasa avait dit à Yuya que Kyo aurait un jour le sourire et que c'est elle qui serait là pour le voir. Dix ans après on voit près d'un ruisseau l'homme mystérieux qui sourit donc comme c'est un événement qui marque une partie importante de la fin de cet épisode on peut penser qu'il s'agit de Kyo qui sourit. |                                              |                                    |                                |                       |